# Liste der katarischen Botschafter in Deutschland
Der Botschafter leitet die Katarische Botschaft in Berlin. Der Botschafter in Berlin ist regelmäßig auch in Ljubljana (Slowenien) und Vilnius (Litauen) akkreditiert.

## Geschichte
Am 3. September 1971 wurde Katar vom Vereinigten Königreich unabhängig. Bis 2005 war die Botschaft in der Brunnenallee 6 in Alt-Godesberg.
| Akkreditierung | Botschafter                               | Bemerkung | akkreditiert während der Regierung in Katar | akkreditiert während der Regierung von | Posten verlassen |
| -------------- | ----------------------------------------- | --------- | ------------------------------------------- | -------------------------------------- | ---------------- |
| 25. Apr. 1974  | Mohammed Ali Al-Ansari                    |           | Chalifa bin Hamad Al Thani                  | Kabinett Schmidt I                     |                  |
| 1981           | Ahmed Abdulla Al-Khal                     |           | Chalifa bin Hamad Al Thani                  | Kabinett Schmidt III                   | 1996             |
| 31. Juli 1996  | Mohamed Hassan Al-Jaber                   |           | Abdullah bin Chalifa Al Thani               | Kabinett Kohl V                        | 2001             |
| 2002           | Saleh Mohamed Saleh al-Nesef              |           | Abdullah bin Chalifa Al Thani               | Kabinett Schröder I                    |                  |
| 11. Nov. 2009  | Abdulrahman Mohammed Sulaiman Al-Khulaifi |           | Hamad ibn Dschasim ibn Dschabir Al Thani    | Kabinett Merkel I                      |                  |
| 11. Nov. 2020  | Abdulla Mohammed S. A. Al Thani           |           | Abdullah ibn Nasser ibn Chalifa Al Thani    | Kabinett Merkel IV                     |                  |
| 4. Sep. 2024   | Ibrahim A.S. Al-Hamar                     |           | Mohammed bin Abdulrahman Al Thani           | Kabinett Scholz                        |                  |